# Pauline Kwalea
Pauline Kwalea (Honiara, 29 febbraio 1988) è una velocista salomonese. 
Prese parte ai Giochi olimpici di Pechino 2008 nella gara dei 100 metri piani, ma venne eliminata durante le qualificazioni. Ha partecipato alle Olimpiadi di Londra 2012

## Progressione

### 100 metri piani
| Stagione | Risultato | Luogo    | Data      | Rank. Mond. |
| -------- | --------- | -------- | --------- | ----------- |
| 2009     | 13"67     | Berlino  | 16-8-2009 |             |
| 2008     | 13"08     | Susupe   | 26-6-2008 |             |
| 2005     | 13"43     | Helsinki | 7-8-2005  |             |

## Palmarès
| Anno | Manifestazione  | Sede     | Evento      | Risultato        | Prestazione | Note                                     |
| ---- | --------------- | -------- | ----------- | ---------------- | ----------- | ---------------------------------------- |
| 2005 | Mondiali        | Helsinki | 100 m piani | Batteria         | 13"43       |                                          |
| 2008 | Olimpiadi       | Pechino  | 100 m piani | Batteria         | 13"28       |                                          |
| 2009 | Mondiali        | Berlino  | 100 m piani | Quarti di finale | 13"67       | Miglior prestazione personale stagionale |
| 2012 | Mondiali indoor | Istanbul | 60 m piani  | Batteria         | 8"48        | Miglior prestazione personale            |
| 2012 | Giochi olimpici | Londra   | 100 m piani | Preliminare      | 12"90       | Miglior prestazione personale            |
| 2013 | Mondiali        | Mosca    | 100 m piani | Batteria         | 13"53       | Miglior prestazione personale stagionale |